# Premio Amanda 1986
La II edizione del premio cinematografico norvegese Amanda si tenne nel 1986.

## Vincitori
- Miglior film - Hustruer - ti år etter
- Miglior attore - Nils Ole Oftebro per Du kan da ikke bare gå
- Miglior attrice - Anne Marie Ottersen per Hustruer - ti år etter
- Miglior film straniero - Ran
- Miglior film per bambini - Herfra til Tøyen
- Premio onorario - Arne Skouen